# Белојт (Канзас)
Белојт (енгл. Beloit) град је у америчкој савезној држави Канзас.

## Демографија
По попису из 2010. године број становника је 3.835, што је 184 (-4,6%) становника мање него 2000. године.
| Група             | 2000.         | 2010.         |
| Белци             | 3.876 (96,4%) | 3.737 (97,4%) |
| Афроамериканци    | 31 (0,8%)     | 10 (0,3%)     |
| Азијати           | 15 (0,4%)     | 6 (0,2%)      |
| Хиспаноамериканци | 43 (1,1%)     | 38 (1,0%)     |
| Укупно            | 4.019         | 3.835         |